# CTV Television Network
CTV Television Network – anglojęzyczna prywatna kanadyjska stacja telewizyjna. Jest jednym z największych koncernów medialnych w kraju. Nigdy nie było pełnej nazwy do liter CTV. Jednak wiele osób uważa, że nazwa pochodzi od "Canadian Television ", który został wykorzystany w kampanii promocyjnej przez sieć w 1998 roku. Stacja otrzymała koncesję na nadawanie w 1958 roku od Premiera Johna Diefenbakera. Nadawca posiada także kilka kanałów tematycznych, m.in. informacyjny CTV News, sportowy CTV Sports oraz filmowy CTV Movie. Telewizja CTV była główną stacją telewizyjną na świecie, która posiadała prawa do emisji Zimowych Igrzysk Olimpijskich w 2010 roku w Vancouver. 